# Ясовська-Полонина
Ясовська-Полонина (Jasovská planina) — гірський масив в Словаччині; геоморфологічна підодиниця масиву Словацький Карст. Найвища точка — гора Железна брана (706 м.) Середні висоти — 190 метрів.. Місце розташування — Кошицький край.
Протікає річка Тепліца.